# Metzgeria bialata
Metzgeria bialata là một loài Rêu trong họ Metzgeriaceae. Loài này được S. Winkl. mô tả khoa học đầu tiên năm 1976.